# Pierre Bangoura
Pierre Bangoura né en 1938 et mort le 7 août 2016, était un footballeur guinéen.
Il a participé au tournoi masculin des Jeux olympiques d'été de 1968.
Il a été capitaine de l'équipe de Guinée et entraîneur de cette même équipe.